# ریانون روبرتز
ریانون روبرتز (انگلیسی: Rhiannon Roberts؛ زادهٔ ۳۰ اوت ۱۹۹۰) بازیکن فوتبال اهل بریتانیا است.
از باشگاه‌هایی که در آن بازی کرده‌است می‌توان به باشگاه فوتبال زنان لیورپول اشاره کرد.
وی همچنین در تیم‌های ملی فوتبال England women's national under-23 football team و زنان ولز بازی کرده‌است.